# Winnfield
Winnfield es una ciudad ubicada en la parroquia de Winn en el estado estadounidense de Luisiana. En el Censo de 2010 tenía una población de 4840 habitantes y una densidad poblacional de 513,67 personas por km².

## Geografía
Winnfield se encuentra ubicada en las coordenadas 31°55′26″N 92°38′33″O / 31.92389, -92.64250. Según la Oficina del Censo de los Estados Unidos, Winnfield tiene una superficie total de 9.42 km², de la cual 9.42 km² corresponden a tierra firme y (0%) 0 km² es agua.

## Demografía
Según el censo de 2010, había 4840 personas residiendo en Winnfield. La densidad de población era de 513,67 hab./km². De los 4840 habitantes, Winnfield estaba compuesto por el 45.85% blancos, el 50.56% eran afroamericanos, el 0.56% eran amerindios, el 0.35% eran asiáticos, el 0.04% eran isleños del Pacífico, el 1.05% eran de otras razas y el 1.59% pertenecían a dos o más razas. Del total de la población el 2.58% eran hispanos o latinos de cualquier raza.